# Sphaerocoma hookeri
Sphaerocoma hookeri är en nejlikväxtart. Sphaerocoma hookeri ingår i släktet Sphaerocoma och familjen nejlikväxter.

## Underarter
Arten delas in i följande underarter:
- S. h. aucheri
- S. h. hookeri
- S. h. intermedia